# فهرست شرکت‌های پذیرفته شده در بورس تهران
شرکت‌های پذیرفته شده در بورس تهران به ترتیب حروف الفبا در فهرست‌های زیر قرار دارند.
- فهرست شرکت‌های پذیرفته شده در بورس تهران (الف)
- فهرست شرکت‌های پذیرفته شده در بورس تهران (ب)
- فهرست شرکت‌های پذیرفته شده در بورس تهران (پ)
- فهرست شرکت‌های پذیرفته شده در بورس تهران (ت)
- فهرست شرکت‌های پذیرفته شده در بورس تهران (ث)
- فهرست شرکت‌های پذیرفته شده در بورس تهران (ج)
- فهرست شرکت‌های پذیرفته شده در بورس تهران (چ)
- فهرست شرکت‌های پذیرفته شده در بورس تهران (ح)
- فهرست شرکت‌های پذیرفته شده در بورس تهران (خ)
- فهرست شرکت‌های پذیرفته شده در بورس تهران (د)
- فهرست شرکت‌های پذیرفته شده در بورس تهران (ذ)
- فهرست شرکت‌های پذیرفته شده در بورس تهران (ر)
- فهرست شرکت‌های پذیرفته شده در بورس تهران (ز)
- فهرست شرکت‌های پذیرفته شده در بورس تهران (ژ)
- فهرست شرکت‌های پذیرفته شده در بورس تهران (س)
- فهرست شرکت‌های پذیرفته شده در بورس تهران (ش)
- فهرست شرکت‌های پذیرفته شده در بورس تهران (ص)
- فهرست شرکت‌های پذیرفته شده در بورس تهران (ض)
- فهرست شرکت‌های پذیرفته شده در بورس تهران (ط)
- فهرست شرکت‌های پذیرفته شده در بورس تهران (ظ)
- فهرست شرکت‌های پذیرفته شده در بورس تهران (ع)
- فهرست شرکت‌های پذیرفته شده در بورس تهران (غ)
- فهرست شرکت‌های پذیرفته شده در بورس تهران (ف)
- فهرست شرکت‌های پذیرفته شده در بورس تهران (ق)
- فهرست شرکت‌های پذیرفته شده در بورس تهران (ک)
- فهرست شرکت‌های پذیرفته شده در بورس تهران (گ)
- فهرست شرکت‌های پذیرفته شده در بورس تهران (ل)
- فهرست شرکت‌های پذیرفته شده در بورس تهران (م)
- فهرست شرکت‌های پذیرفته شده در بورس تهران (ن)
- فهرست شرکت‌های پذیرفته شده در بورس تهران (و)
- فهرست شرکت‌های پذیرفته شده در بورس تهران (ه)
- فهرست شرکت‌های پذیرفته شده در بورس تهران (ی)